# Euherbstia excellens
Euherbstia excellens är en biart som beskrevs av Heinrich Friese 1925. Euherbstia excellens ingår i släktet Euherbstia och familjen grävbin. Inga underarter finns listade i Catalogue of Life.